# Super Adventure Island
Super Adventure Island (яп. 高橋名人の大冒険島 Такахаси Мэйдзин но Дайбо:кэн Дзима, «Master Takahashi’s Great Adventure Island») — видеоигра жанра платформер, разработанная компанией Produce и выпущенная 11 января 1992 года компанией Hudson Soft. Североамериканская версия появилась в апреле, а европейская — 19 ноября того же года. Третья по счёту игра из серии Adventure Island. Переиздана для мобильных телефонов 8 июня 2005 года. Уровень продаж по всему миру неизвестен, однако, только в одной Японии было продано 220 000 экземпляров игры.

## Сюжет
Продолжение приключений Мастера Хиггинса (Master Higgins). Злой колдун Тёмный плащ (Dark Cloak) превратил подружку Хиггинса — Дженни Джангл (Jeannie Jungle), в каменную статую. Чтобы спасти свою возлюбленную, нашему герою предстоит разыскать и одолеть монстров-стражей, охраняющих Тёмного Плаща, и в финальном поединке победить самого колдуна.

## Геймплей

Подводный уровень был признан многими критиками самым красивым

Геймплей игры во многом схож с первой игрой серии — Hudson’s Adventure Island и представляет собой типичный двухмерный платформер с боковым скроллингом в стиле Super Mario Bros.. Игра разбита на 5 уровней, состоящих каждый из 3 локаций. Действие игры происходит на тропических островах, и все уровни оформлены соответственно: джунгли, пляж, пещеры, пустыня и ледник. В конце каждого уровня главный герой встречается с одним из стражей злого колдуна. На прохождение каждого уровня отведено определённое количество времени, при истекании которого игрок теряет одну жизнь. Для пополнения лимита времени Хиггинс может собирать разбросанные по локациям фрукты. В прохождении локаций мешают многочисленные враги и препятствия — моллюски, пауки, летучие мыши, бездонные пропасти, катящиеся гигантские булыжники и т. п. Для более успешного противостояния врагам Мастер Хиггинс может собирать оружие — метательные каменные топоры, бумеранги и огненные шары. Кроме того, иногда появляется возможность найти скейтборд, что значительно ускоряет продвижение к финишу.

## Разработчики

Кадр из версии игры для мобильных телефонов

Super Adventure Island стала первой игрой, разработанной компанией Produce для SNES и второй, после Aldynes на PC Engine, вообще. Впоследствии компания выпустила для SNES несколько достаточно успешных ролевых игр: The 7th Saga, Brain Lord и Mystic Ark. Для компании Hudson Soft игра также стала первым опытом на Super Nintendo.
Музыку для игры написал известный японский композитор видеоигр Юдзо Косиро, создатель музыки к таким играм как Sonic the Hedgehog, Shinobi, Ys и Ys 2, Batman Returns, Streets of Rage и Super Smash Bros. Brawl. Super Adventure Island стала одной из первых игр на игровой системе SNES, полностью использовавшей возможности звукового чипа SONY SPC700.
Сценарий игры разработал Рюити Нисидзава, работавший ранее над играми серии Wonder Boy. Программистами игры являются Макото Сакаи и Б. Ханава, это была их первая серьёзная работа.
8 июня 2005 года компания Hudson Soft разработала и издала версию игры для мобильных телефонов. Мобильный вариант доступен только на японском языке и сильно отличается от оригинала.

## Критика
Super Adventure Island получила в целом довольно посредственные оценки. Во многих рецензиях отмечалось, что хотя игра стала несомненно лучше своих предшественников на NES, но в одном ряду со схожими играми других разработчиков она ничего необычного из себя не представляет.

### Рецензии
- Журнал видеоигр PowerPlay в апрельском номере 1992 года поставил игре 69 %, в том числе, 62 % графике игры и 63 % музыкальному сопровождению. Сложность игры была названа средней. PowerPlay отозвался об игре, как о весьма неплохой, но не особо выделяющейся на фоне других игр SNES, вроде Joe & Mac. Также в рецензии говорилось, что благодаря хорошей хип-хоп музыке игре можно простить плоховатые звуковые эффекты.[12]
- Веб-сайт GameCola[англ.] в январе 2004 года оценил игру в 42 балла из 100, тоже отметив, что Super Adventure Island проигрывает многим играм-современникам своего жанра. По мнению сайта, игра может заинтересовать лишь поклонников серии, а для других игроков даже цена в 4 цента не оправдает поход в магазин[13].
- Британский журнал, посвящённый компьютерным играм — Total![англ.], поставил игре всего 40 баллов из 100 возможных. Как и большинство других рецензентов, Total! назвал графику игры неплохой, но ничем не выделяющейся на фоне прочих игр SNES. «Вы быстрее заскучаете, чем пройдёте игру до конца», говорится в рецензии ноябрьского номера журнала 1992 года[13].